# (2638) Gadolin
(2638) Gadolin ist ein Asteroid des Hauptgürtels, der am 19. September 1939 von dem finnischen Astronomen Yrjö Väisälä in Turku entdeckt wurde.
Der Name des Asteroiden erinnert an den finnischen Astronomen Jacob Gadolin sowie an den Chemiker Johan Gadolin.